# Hasan Küçükakyüz
Hasan Küçükakyüz (* 11. November 1957 in Of, Provinz Trabzon) ist ein türkischer General der Luftstreitkräfte (Hava Kuvvetleri), der unter anderem 2009 Kommandant der Luftwaffenschule (Hava Harp Okulu) war und seit 2016 Kommandeur des Luftkampf- und Luftraketenkommandos (Muharip Hava Kuvveti ve Hava Füze Savunma Komutanlığı) ist.

## Leben
Küçükakyüz absolvierte seine schulische Ausbildung an der Grundschule von Yukarıkışlacık, der Şehit Ahmet Türkan-Mittelschule sowie dem Gymnasium von Of und begann anschließend 1974 eine Offizierausbildung an der Luftwaffenschule (Hava Harp Okulu), die er am 30. August 1978 als Leutnant (Teğmen) abschloss. Anschließend erfolgte zwischen 1978 und 1980 seine Pilotenausbildung bei der 2. Luftwaffenausbildungsbasis in Çiğli sowie der 3. Luftwaffenausbildungsbasis in Konya, woraufhin er 1980 Pilot in der 191. Staffel in Balıkesir wurde. Nachdem er von 1985 bis 1987 die Stabsausbildung an der Luftwaffenakademie (Hava Harp Akademisi) absolviert hatte, war er zwischen 1987 und 1988 Kompaniechef einer Ausbildungskompanie an der Luftwaffenschule sowie daraufhin von 1988 bis 1990 Ausbildungsoffizier der 6. Luftwaffenbasis in Bandırma. Nach einer Verwendung zwischen 1990 und 1994 als Kommandeur einer Fliegergruppe sowie zuletzt als Operationsoffizier der zur 8. Luftwaffenbasis in Diyarbakır gehörenden 182. Staffel absolvierte er 1994 einen Lehrgang an der Streitkräfteakademie (Silahlı Kuvvetler Akademisi).
Daraufhin war Küçükakyüz von 1994 bis 1996 Leiter der Ausbildungsabteilung der 4. Luftwaffenbasis auf dem Militärflugplatz Akıncı sowie anschließend zwischen 1996 und 1997 Kommandeur der dortigen 143. Staffel, die für die Umschulung von Piloten auf dem Mehrzweckkampfflugzeug General Dynamics F-16 „Fighting Falcon“ zuständig war. Er war zwischen 1997 und 2000 zunächst Referent und zuletzt Leiter des Referats Flugausbildung der Unterabteilung Ausbildung in der Operationsabteilung im Hauptquartier der Luftstreitkräfte sowie danach von 2000 bis 2002 Leiter der Evaluierungs- und Auditabteilung und zuletzt Leiter der Operationsabteilung der 4. Luftwaffenbasis, ehe er zwischen 2002 und 3003 Leiter des Referats Operationen der Unterabteilung Operationsplanung in der Operationsabteilung im Hauptquartier der Luftstreitkräfte war.
Nach seiner Beförderung zum Brigadegeneral (Tuğgeneral) am 30. August 2003 wurde Küçükakyüz Leiter der Unterabteilung Personal im Hauptquartier der Luftstreitkräfte sowie später Kommandeur der Luftwaffenausbildungsbrigade (Hava Er Eğitim Tugay Komutanlığı) in Kütahya. Nachdem er am 30. August 2008 zum Generalmajor (Tümgeneral) befördert worden war, wurde er stellvertretender Kommandeur des Luftwaffenausbildungskommandos (Hava Eğitim Komutanlığı) in Izmir. Am 4. Mai 2009 wurde er Nachfolger von Generalmajor Sinan Şanlı als Kommandant der Luftwaffenschule, übergab diesen Posten jedoch bereits am 12. August 2009 an Generalmajor İsmail Taş. Nach einer anschließenden erneuten Verwendung als stellvertretender Kommandeur des Luftwaffenausbildungskommandos wurde er im August 2010 Nachfolger von Generalleutnant Hasan Memişoğlu als Kommandeur des Sanitätskommandos der Streitkräfte (Sağlık Komutanlığı) und zugleich Kommandant der 1898 gegründeten Militärmedizinischen Akademie Gülhane GATA (Gülhane Askerî Tıp Akademisi) und wurde in dieser Verwendung im August 2012 auch zum Generalleutnant (Korgeneral) befördert.  Danach wurde er im August 2013 Nachfolger von Generalleutnant Turgut Atman als Leiter der Evaluierungs- und Auditabteilung der Luftstreitkräfte (Hava Kuvvetleri Değerlendirme ve Denetleme Başkanlığı).
Zuletzt wurde Küçükakyüz am 28. Juli 2016 Nachfolger von Generalleutnant Mehmet Şanver als Kommandeur des Luftkampf- und Luftraketenkommandos (Muharip Hava Kuvveti ve Hava Füze Savunma Komutanlığı) in Eskişehir, das zwei Jahre zuvor aus der Zusammenfassung der bisherigen beiden Taktischen Luftwaffenkommandos in Eskişehir und Diyarbakır mit dem 10. Tanker-Basiskommando (10. Tanker Üs Komutanlığı) auf der Incirlik Air Base sowie dem 14. Kommando für unbemannte Lenkkörpersysteme (14. İnsansız Uçak Sistemleri Ana Üs Komutanlığı) in Batman und dem 15. Raketenkommando (15. Füze Üs Komutanlığı) in Alemdağ entstanden war.
Küçükakyüz ist mit Nuray Küçükakyüz verheiratet und Vater zweier Söhne.